# 相聞 (アルバム)
『相聞』（そうもん）は、2017年11月22日にヤマハミュージックコミュニケーションズから発売された中島みゆきの42枚目のオリジナルアルバム。

## 概要
『組曲 (Suite)』から2年ぶりとなるオリジナルアルバムである。
前作同様、LP盤が2018年1月10日に発売された。

## 収録曲
- 全作詞・作曲：中島みゆき、編曲：瀬尾一三

1. 秘密の花園 - The Secret Garden
  - 冒頭の歌声が曲とずれていることについて、中島は秘密の花園っぽさを出したかったからだと語っている。
2. 小春日和 - Indian Summer
3. マンハッタン ナイト ライン - Manhattan Night Line
4. 人生の素人(しろうと) - New At Life
  - テレビ朝日系列「やすらぎの郷」挿入歌
5. 移動性低気圧 - Low Pressure System On The Move
6. 月の夜に - On A Moonlit Night
7. ねこちぐら - Nekochigura
8. アリア -Air- - Air
  - 平原綾香に提供した楽曲のセルフカバー
9. 希い - A Wish
10. 慕情 - Love And Affection
  - テレビ朝日系列『やすらぎの郷』主題歌

## 演奏者
- Vocals： 中島みゆき

| 秘密の花園 - Drums：河村“カースケ”智康 - E.Bass：松原秀樹 - A.Piano：小林信吾 - E.Guitar & Solo：古川望 - E.Guitar：小倉博和 - Back Up Vocals：杉本和世・坪倉唯子・宮下文一 小春日和 - Drums：島村英二 - E.Bass：松原秀樹 - A.Piano,Rhodes & B-3：小林信吾 - Bouzouki, A.Guitar, E.Guitar & Solo：古川望 - Violin 今野均・石亀協子・漆原直美・亀田夏絵 - Viola 菊池幹代・二木美里 - Cello 西方正輝・奥泉貴圭 マンハッタン ナイト ライン - Drums：島村英二 - E.Bass：松原秀樹 - A.Piano & B-3：小林信吾 - E.Guitar & Solo：古川望 - Back Up Vocals：杉本和世・坪倉唯子・宮下文一 - T.Sax Solo：中村哲 人生の素人(しろうと) - Drums：島村英二 - E.Bass：富倉安生 - A.Piano：小林信吾 - A.Guitars & SE.Guitar：古川望 - Back Up Vocals：杉本和世・宮下文一・石田匠・瀬尾一三 - Saxes & T.Sax Solo：中村哲 - Violin：弦一徹・黒木薫・森琢哉・海和伸子・永田真希・伊能修・押鐘貴之・藤田弥生・竹田詩織・梶尾裕子・三木章子・中島久美・牛山玲名・中島優紀 - Cello：村中俊之・徳澤青弦・謝名元民・内田佳宏 移動性低気圧 - Drums：河村“カースケ”智康 - E.Bass：松原秀樹 - A.Piano：小林信吾 - E.Guitar：古川望 - 12 Strings Guitars：小倉博和 - Back Up Vocals：杉本和世・坪倉唯子・宮下文一 - Saxes & T.Sax Solo：中村哲 | 月の夜に - Drums：島村英二 - E.Bass：松原秀樹 - A.Piano：小林信吾 - E.Guitar & Solo：古川望 - E.Guitar Solo：福原将宜 - Back Up Vocals：杉本和世・宮下文一・松田レレ - Violin：弦一徹・山本友重・森琢哉・梶谷裕子・藤田弥生・カメルーン真希・伊能修・藤縄陽子・中島優紀・河裾あずき - Viola：三木章子・西村知佳子 - Cello：村中俊之・内田麒麟 ねこちぐら - Drums：河村“カースケ”智康 - E.Bass：松原秀樹 - A.Piano：小林信吾 - A.Guitars & E.Guitar：古川望 - Additional Vocal：杉本和世 - Violin：今野均・石亀協子・漆原直美・亀田夏絵・岡部磨知・白澤美佳・森本安弘・城元絢花・芹田碧・亀井友莉 - Viola：菊地幹代・二木美里 - Cello：西方正輝・奥泉貴圭 アリア -Air- - Drums：河村“カースケ”智康 - E.Bass：松原秀樹 - A.Piano & B-3：小林信吾 - E.Guitar & Solo：古川望 - E.Guitar：福原将宜 - Back Up Vocals：杉本和世・坪倉唯子・宮下文一 - Violin：弦一徹・山本友重・森琢哉・梶谷裕子・藤田弥生・カメルーン真希・伊能修・藤縄陽子・中島優紀・河裾あずさ 希い - Drums：河村“カースケ”智康 - E.Bass：種子田健 - A.Piano & B‐3：小林信吾 - A.Guitars, E.Guitar & Solo：古川望 - E.Guitar Solo：福原将宜 - Back Up Vocals：杉本和世・宮下文一・松田レレ - Violin：弦一徹・山本友重・森琢哉・梶谷裕子・藤田弥生・カメルーン真希・伊能修・藤縄陽子・中島優紀・河裾あずさ - Viola：三木章子・西村知佳子 - Cello：村中俊之・内田麒麟 慕情 - Drums：島村英二 - Bass：富倉安生 - A.Piano：小林信吾 - E.Guitar：古川望 - A.Guitar：福原将宜 - Back up Vocals：杉本和世・宮下文一・石田匠 - Grand Harp：朝川朋之 - Violin：弦一徹・黒木薫・森琢哉・海和伸子・永田真希・伊能修・押鐘貴之・藤田弥生・竹田詩織・梶谷裕子・三木章子・中島久美・牛山玲名・中島優紀 - Cello：村中俊之, 徳澤青弦, 謝名元民, 内田佳宏 - All Keyboards & Programming：小林信吾 |